# Chang Chih-chia
Chang Chih-chia (en chino, 張誌家; pinyin, Zhāng Zhìjiā; Taiwán; 6 de mayo de 1980 – Shenzhen, China; 1 de enero de 2024) fue un beisbolista taiwanés que jugó en la posición de pitcher.

## Carrera

### Club
Su carrera profesional la inició en 2002 luego de haber jugado en la Copa Mundial de Béisbol de 2001 con los Seibu Lions de la Liga Japonesa de Béisbol Profesional que incluía un bono de 120 millones de yenes, el bono más alto recibido por un beisbolista de Taiwán en Japón en ese momento. Con los Lions tuvo un récord de 26–19, 352 ponches y efectividad de 3.81 de 2002 a 2004, incluyendo un registro de 28 entradas consecutivas ponchando a al menos un bateador en 2002, el cual terminó rompiendo Dennis Sarfate en 2015.
A causa de las lesiones pasó en las ligas menores de Japón hasta 2008 cuando pasó a jugar con el La New Bears de la Liga de Béisbol Profesional China de 2008 hasta 2009 cuando fue involucrado en el escándalo de la liga de béisbol de 2009 y suspendido de la liga por arreglo de partidos. En 2014 fue condenado por la Corte de Taiwán a cuatro meses de cárcel y al pago de una multa por NT$120,000.

### Selección nacional
Representó a China Taipéi en la Copa Mundial de Béisbol de 2001 donde ganó cuatro partidos con efectividad de 0.36 y 26 ponches en 251 1⁄3 entradas, ayudando a su selección a llegar a las semifinales del mundial. También participó en dos ediciones de los Juegos Olímpicos.

## Tras el retiro
Al retirarse como beisbolista, Chang trabajó en Taichung como chef y también fue golfista. Falleció en Shenzhen cuando jugaba softball el 1 de enero de 2024.

## Logros
- Serie de Japón (1): 2004